# Machine Identification Code
Machine Identification Code er en næsten usynligt (steganografisk) kode, som nogle printere (herunder farvelaserprintere fra HP og Xerox) automatisk og uden brugerens vidende trykker på hvert ark, der udskrives. Koden, der består af knapt synlige gule prikker, indeholder oplysninger som printerserienummer, dato og tid. 
Det er især farvelaserprintere som er omfattet af dette, og en kilde fra Xerox har udtalt til PC World, at Xerox opfandt tekonologien i 1980'erne for at imødegå flere landes bekymring om at printerne kunne bruges til at trykke falske pengesedler. Identifikationen er en form for vandmærke, ofte gul-på-hvidt, der trykkes på hver side og indeholder information, der kan identificere printeren. Det kan dreje sig om egentlig tekst, eller et gentagent mønster af prikker over hele siden, som er designet til at være vanskeligt eller umulig at se med det blotte øje. Nogle koder kan ses tydeligt vha. forstørrelsesglas og blåt lys.
I 2005 lykkedes det for Electronic Frontier Foundation at knække koderne for  Xerox DocuColor-printere og de offentliggjorde en guide og et program til at dekode steganografien. De fleste printer-koder er ikke blevet knækket.
Et kendt eksempel på at printer-steganografi bliver brugt er, at en NSA-whistleblowers lader til at være blevet afsløret af det i 2017.
 Denne artikel bør gennemlæses af en person med fagkendskab for at sikre den faglige korrekthed.

## Eksterne links
- Electronic Frontier Foundation
- Musgrove, Mike Sleuths Crack Tracking Code Discovered in Color Printers (October 19, 2005)